# 董学源
董学源（1913年—1996年7月27日），陕西安定人。中华人民共和国政治人物。
1945年入延安中央学校学习。后任陕甘宁边区政府教育厅秘书主任、第一野战军随军工作团副政委。中华人民共和国后，历任中共西安市委书记，陕西省委统战部部长、组织部副部长。1978年11月，担任中共陕西纪委副书记，1979年，担任陕西省人大常委会副主任。